# Edward Fletcher
Edward Fletcher, est un acteur et peintre américain, né le 15 novembre 1970 à Boston, (Massachusetts, États-Unis).
Il commence à jouer dans Titanic de James Cameron dans le rôle du 6e officier James Paul Moody et dans Buffy contre les vampires (saison 5 épisode 7).
Il grandit à Cambridge dans le Massachusetts (États-Unis) et est diplômé de Wheaton College de Norton en 1993. Aujourd'hui il se consacre à ses peintures et à sa famille.
Il est marié à Kimberly Sperling Fletcher, ils ont 2 enfants. Il vit à Los Angeles.

## Filmographie
- 1997 : Titanic : 6e officier James Paul Moody
- 1998 : Buffy contre les vampires : Rival de William
- 2003 : Spanish Fly : ?
- 2021 : Don't Look Up : Déni cosmique (Don't Look Up) d'Adam McKay : Dr. Ginnerson

## Sources
- Fiche d'Edward Fletcher sur IMDb